# سیارک ۴۸۰۶
سیارک ۴۸۰۶ (به انگلیسی: 4806 Miho، نامگذاری:1990YJ) چهار هزار و هشتصد و ششمین سیارک کشف شده‌است که در ۲۲ دسامبر ۱۹۹۰ کشف شد.
قدر مطلق سیارک برابر ۱۳٫۳۰ است.